# درو وايزمان
درو وايزمان (من مواليد 7 أيلول/سبتمبر 1959) هو طبيب وعالِم أمريكي اشتهر بمساهماته البحثيّة في الحمض النووي الريبوزي (RNA)، حيث استُغلَّت أبحاثه في تطوير لقاحات الرنا، ولعلَّ أشهرها لقاح كوفيد-19 الذي أنتجته مجموعةٌ من الشركات بما في ذلك بيوأنتك و‌فايزر و‌موديرنا.
يتخصَّصُ وايزمان في أبحاث اللقاحات، كما أنه مدير معهد بنسلفانيا لابتكار الحمض النووي الريبوزي، فضلًا عن كونه أستاذًا في مدرسة الطب بجامعة بنسلفانيا. حصل وايزمان طوال مسيرته المهنيّة على عددٍ من الجوائز الفردية والجماعيّة بما في ذلك جوائز مرموقة ومُعترَف بها عالميًا، حيث نالَ رفقة زميلته عالمة الكيماء المجرية الأمريكيّة كاتالين كاريكو جائزة لاسكر-ديباكي للأبحاث الطبية السريرية، أما أكبر جوائزه فكانت جائزة نوبل في الطب أو علم وظائف الأعضاء عام 2023 رفقة كاريكو كذلك وذلك لأبحاث الثنائي ومخرّجات هذه الأبحاث والتي مكَّنت من القيامِ بتعديلاتٍ على قاعدة النيوكليوزيد وهو ما مكَّن فعليًا من تطوير لقاحات رنا فعّالة ضد كوفيد-19.

## الحياة المُبكّرة والتعليم
وُلد وايزمان في ليكسينغتون بماساتشوستس في 7 أيلول/سبتمبر 1959، لأب يهودي وأم إيطالية. رغمَ أنّ والدته لم تتحول إلى الديانة اليهوديّة مثلما هي ديانةُ زوجها، فقد نشأ ابنهما وهو يحتفلُ بجميع الأعياد اليهودية. نشأ وايزمان وترعرع في ليكسينغتون مدينة ميلاده، ثم درسَ في مدرسة ليكسينغتون الثانوية، فتخرج منها في عام 1977، ثمّ نالَ درجة البكالوريوس فالماجستير من جامعة برانديز عام 1981، حيث تخصَّصَ في الكيمياء الحيوية و‌علم الإنزيمات قبل أن يبدأ العمل رسميًا في مختبر جيرالد فاسمان. اختارَ في دراساته العليا التعمّق في علم المناعة و‌الأحياء الدقيقة فحصلَ على درجة الدكتوراه في عام 1987 من جامعة بوسطن. عمل وايزمان بعد ذلك لبعض الوقت في مركز بيث إسرائيل ديكونيس الطبي، ثمّ نالَ الزمالة في معاهد الصحة الوطنية الأمريكية، تحت إشراف الدكتور أنتوني فاوتشي مدير المعهد الوطني للحساسية والأمراض المعدية آنذاك.

## المسيرة المهنية

### جامعة بنسيلفانيا
انتقلَ وايزمان في عام 1997 إلى جامعة بنسلفانيا وهناكَ افتتحَ معملًا له من أجل دراسة الحمض النووي الريبوزي كما ركّز في أبحاثه على الجهاز المناعي الفطري، فضلًا عن أبحاثه الخاصّة باللقاحات والتي ستُكسبه شهرة عالميّة فيما بعد. التقى وايزمان الذي كان يُدرِّس مادة خاصة باللقاحات في الجامعة بزميلته ومعاونته المستقبلية كاتالين كاريكو، وأبدى الثنائي بعض التعاطف فيما يخصُّ نقص التمويل لأبحاث الحمض النووي الريبوزي. كانت كاريكو في ذلك الوقت تعملُ على الوصولِ لعلاجٍ بالحمض النووي الريبوزي للأمراض الدماغية بصفة عامّة و‌السكتات الدماغية بصفة خاصّة، وهو ما أثارَ اهتمام وايزمان الذي قرّر التعاون مع كاريكو، ما دفعَ الأخيرة إلى تركيزِ وقتها وجهدها وبحثها في محاولة فهمِ طريقة الاستفادة من الحمض النووي الريبوزي في تطويرِ اللقاحات تحديدًا عوض البحث في موضوع كبير ومعقّد مثل أمراض الدماع. واجهَ العالِمان عقبة رئيسية تمثلت في التفاعلات التي كانَ الحمض النووي الريبوزي يقوم بها والتي كانت تتسبَّبُ في تفاعلات مناعية والتهابية غيرُ مرغوبٍ فيها (آثار جانبية ضارّة).

### تطوير اللقاحات

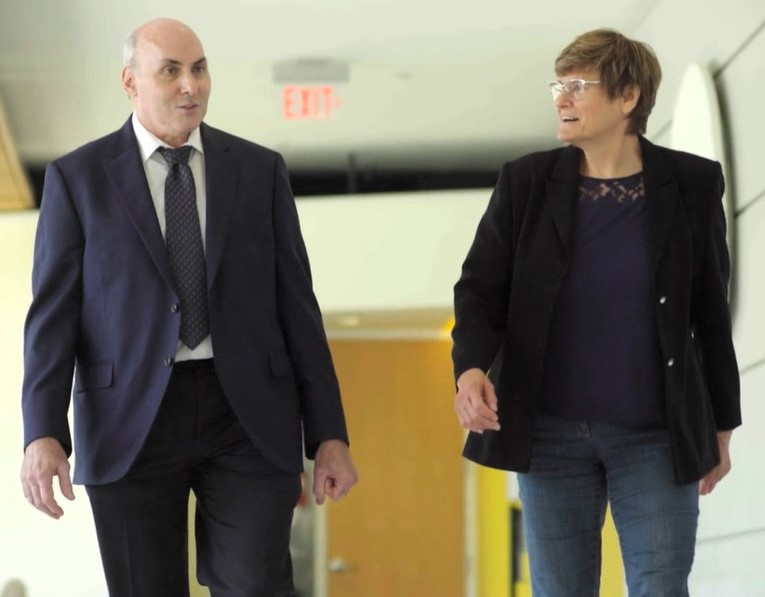
وايزمان رفقة العالِمة كاتالين كاريكو في عام 2022.

نشر الثنائي في عام 2005 دراسة بحثيّة شرحت كيفَ استخدما النيوكليوسيدات الاصطناعية لتعديل الحمض النووي الريبوزي لمنعِ تحلله داخل الجسم وبالتالي تفادي تلك الآثار الجانبية الضارة. لقد مكَّنهم هذا الإنجاز من قطع شوطٍ طويلٍ في استخدامِ الحمض النووي الريبوزي داخل اللقاحات وكانَ بمثابة اللبنة الأولى، ومع ذلك فلم تحظ دراستهم البحثيّة هذه باهتمامٍ كبيرٍ في ذلك الوقت. استمرَّ العالمان في بحثهما وفي تجاربهما حول الحمض النووي الريبوزي لعدّة سنين، وانتظرا حتى عام 2020 حينما أصبحت تقنية الحمض النووي الريبوزي المعدَّل – وهي التقنية التي يعودُ لهما الفضل الأكبر في اكتشافها وتطويرها – المكون الأساسي بل والرئيسي للقاحات كوفيد-19 لمجموعة من الشركات الكبيرة، وهي اللقاحات التي انتشرت في جميعِ أنحاء العالم عقب جائحة كوفيد-19.
يأملُ وايزمان في أن تُستخدَم نفس التقنية أو نفس الطريقة – التي استُعملت في تطوير لقاحات ضدّ كوفيد-19 – في تطويرِ لقاحاتٍ ضدّ الأنفلونزا، والهربس، وفيروس نقص المناعة البشرية. يتعاون وايزمان أيضًا مع عددٍ من العلماء في جامعة تشولالونجكورن في تايلاند لتطوير وتوفير لقاحات كوفيد-19 للبلاد وللبلدان المجاورة منخفضة الدخل التي قد لا يكونُ لديها إمكانية الوصول الفوري إلى اللقاح.

## براءات الاختراع
في جعبة وايزمان العديدِ من براءات الاختراع، بما في ذلك براءة الاختراع المسجّلة تحتَ الرقم التعريفي «US8278036B2»، وبراءة الاختراع الثانيّة المسجلة تحتَ الرقم التعريفي «US8748089B2»، وكلاهما مع زميلته كاتالين كاريكو. تشرحُ براءات الاختراع هذه وبالتفصيلِ كلّ التعديلات المطلوبة لجعل الحمض النووي الريبوزي مناسبًا للقاحات والعلاجات الأخرى. سمحَ العالمان بترخيصِ براءات الاختراع هذه لجاري دال المؤسِّس والرئيس التنفيذي لشركة سيل سكريبت (بالإنجليزية: Cellscript)‏ الذي سمحَ لاحقًا – بفضل الترخيص الذي ناله – لشركتي موديرنا وبيوأنتك لاستخدامها في نهاية المطاف في اختراعِ لقاحات كوفيد-19.

## الجوائز
لعملهِ في مجال اللقاحات رفقة العالِمة كاريكو فقد حصل وايزمان على جائزة نوبل في الطب أو علم وظائف الأعضاء عام 2023، وكان قد نالَ جائزة روزنستيل عام 2020، فضلًا عن جائزة لويزا جروس هورويتز، جائزة مركز ألباني الطبي، وجائزة لاسكر-ديباكي للأبحاث الطبية السريرية، وكذلك جائزة مؤسسة بانكو بيلباو فيزكايا أرجنتاريا لرواد المعرفة (معَ روبرت س. لانجر).
حصل وايزمان على الدرجة الفخرية من كلية الطب بجامعة دريكسيل. وحصل في عام 2021 على جائزة أميرة أستورياس في فئة البحث العلمي، ثمّ حصل في العام الموالي على جائزة الريادة في العلوم الحياتية، وميدالية جيسي ستيفنسون كوفالينكو من الأكاديمية الوطنية للعلوم بالاشتراك مع كاتالين كاريكو كما العادة، فجائزة اليابان، ثم حصلَ في عام 2022 على جائزة روبرت كوخ، و‌جائزة تانغ في علوم الصيدلة الحيوية، وجائزة اللوحة الذهبية من أكاديمية الإنجاز، كما انتُخِبَ عضوًا في الأكاديمية الوطنية للطب والأكاديمية الأمريكية للفنون والعلوم. استمرَّت إنجازات العالِم الأمريكي وتتويجاته حيثُ حصلَ في عام 2023 على جائزة هارفي في إسرائيل.
يتلقى وايزمان بحسبِ تقريرٍ مفصّلٍ نشرته صحيفةُ واشنطن بوست حول حياة الطبيب والعالم الأمريكي عديد الرسائل من مُعجَبين من حولِ العالم يشكرونه على عمله الذي جعل لقاح كوفيد-19 ممكنًا، بل إنّ أحدهم كتبَ له في رسالة مؤثّرة: «لقد جعلتَ العناق والتقارب ممكنًا مرة أخرى»، فيما يطلبُ معجبون آخرون صورةً معه أو توقيعه.

## روابط خارجية
- درو وايزمان على موقع جائزة نوبل